# Gláuber Leandro Honorato Berti
Gláuber Leandro Honorato Berti (São José do Rio Preto, 5 de agosto de 1983) é um ex-futebolista brasileiro que atuava como zagueiro.

## Carreira
Começou jogando no Palmeiras em 2003. Em 2006 se transferiu para Alemanha para jogar no Nürnberg, mas não conseguiu evitar que a equipe fosse rebaixada.

### Manchester City
Em agosto de 2008 Glaúber se transferiu para o Manchester City para jogar a Premier League. Apesar de ter defendido a camisa do clube em apenas 1 oportunidade (jogou 10 minutos da vitória por 1 a 0 sobre o Bolton, pela última rodada da Premier League), acabou se tornando ídolo do clube. Antes de ser enfim aproveitado pelo técnico Mark Hughes, Gláuber ficou incríveis vinte partidas no banco de reservas sem ser utilizado por sequer um minuto. Essa situação fez com que ele caísse nas graças dos torcedores dos Citizens.
Em 2011, o site "Bleacher Report" o nomeou como um dos "10 Heróis Cult" da história do clube.

### Pós-Manchester City
Após ser pouco utilizado no time inglês ele foi dispensado e em fevereiro de 2010 ele acertou com o clube do ABC paulista.
Voltou ao Futebol Europeu para rápida passagem pelo Rapid București, que deixou para jogar pelo Crew.

### Seleção Brasileira
Atuou uma vez na Seleção Brasileira no jogo de despedida do Romário. O jogo foi contra a Guatemala, e a Seleção Brasileira venceu por 3x0.

## Títulos
Palmeiras
- Campeonato Brasileiro - Série B: 2003

Nürnberg
- Copa da Alemanha: 2007

### Outras Conquistas
Palmeiras
- Troféu 90 Anos do Esporte Clube Taubaté: 2004
- Taça 125 Anos do Corpo de Bombeiro: 2005